# Austurvöllur

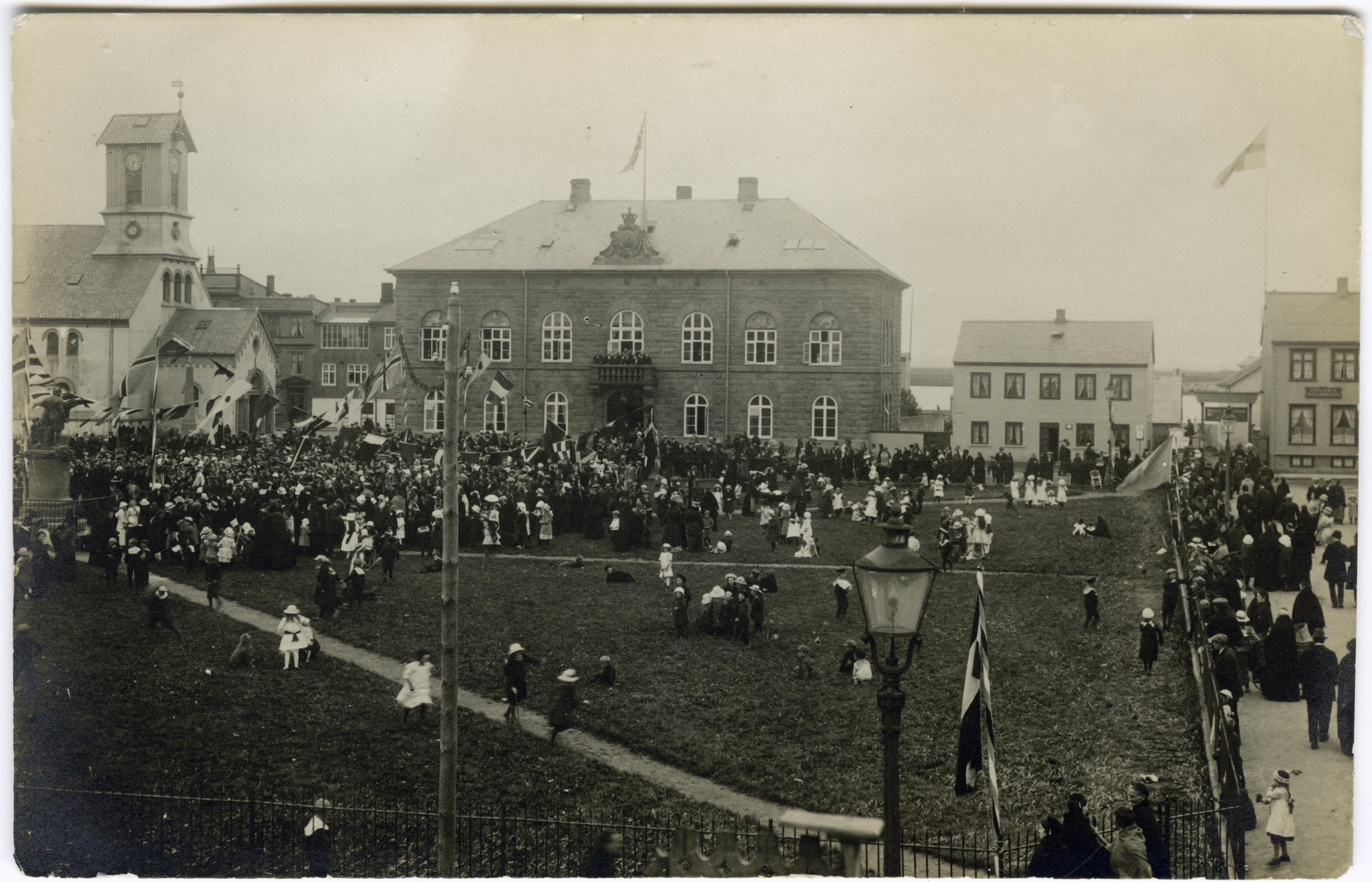
Plac Austurvöllur w 1915 roku podczas wydarzenia organizowanego przez sufrażystki - w tle katedra i budynek parlamentu

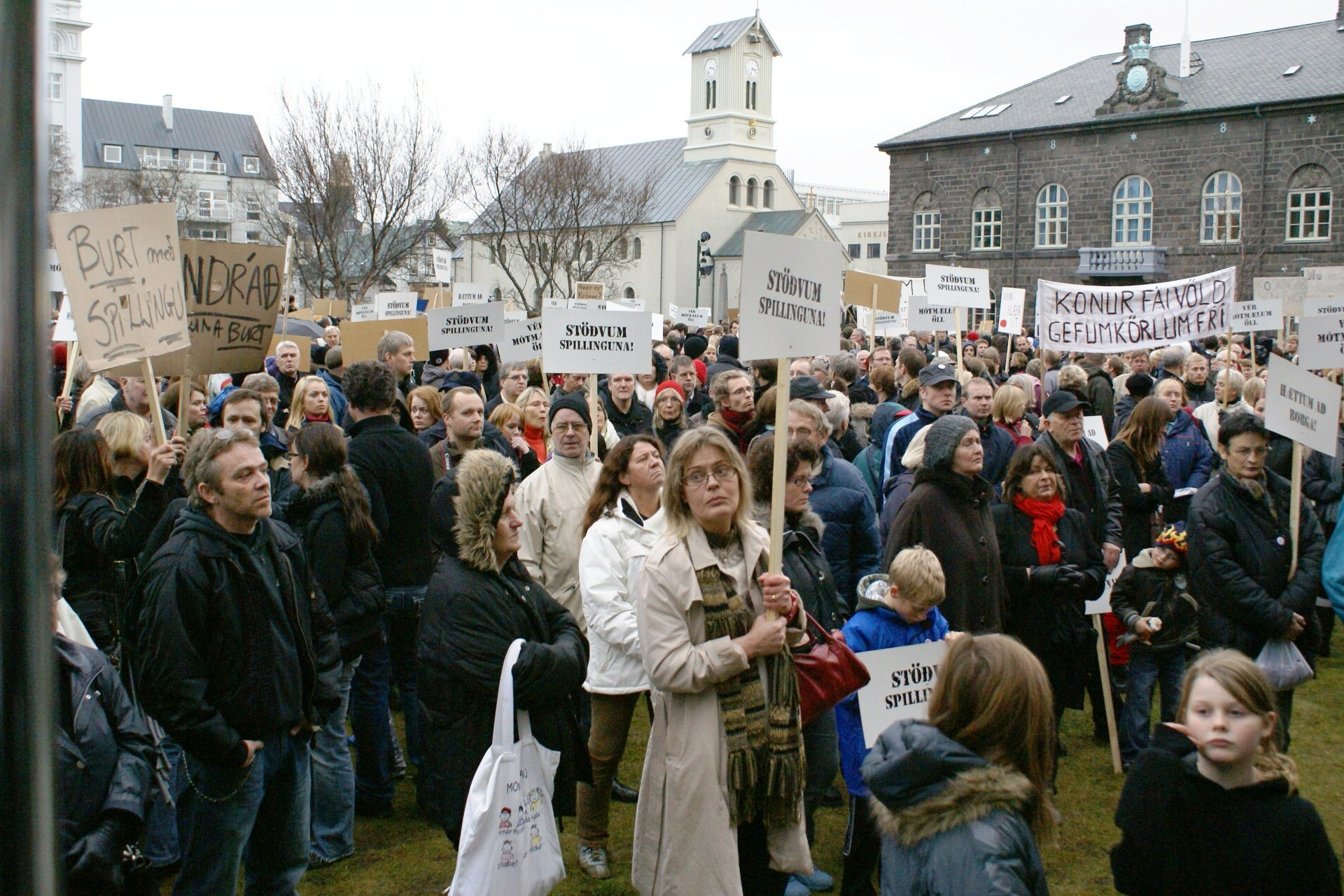
Protesty na Austurvöllur w 2009 roku - w tle katedra i budynek parlamentu

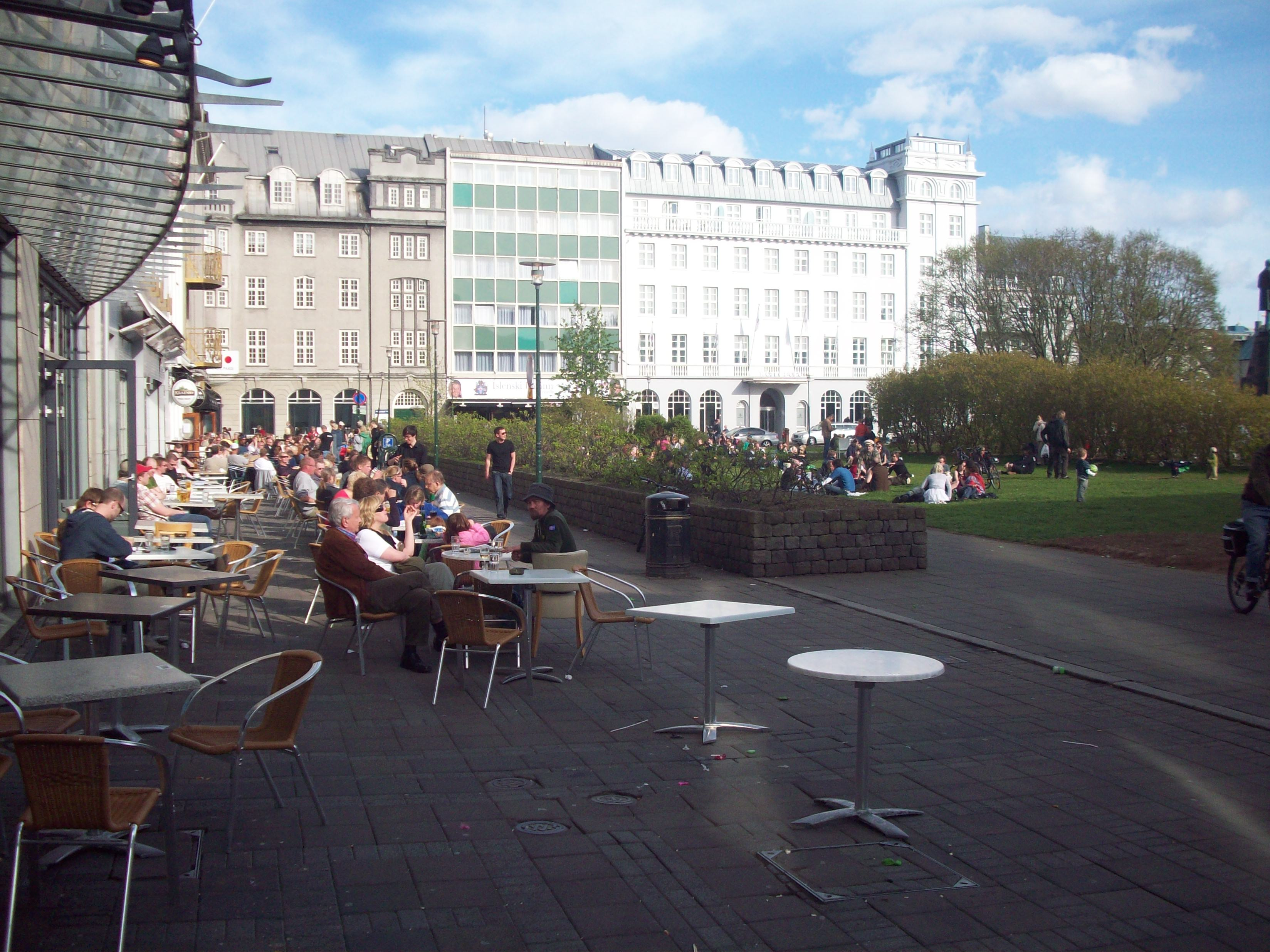
Kawiarnia Café Paris przy placu Austurvöllur - w tle hotel Borg

Austurvöllur – plac miejski i teren zieleni w centrum Reykjavíku, stolicy Islandii. Plac jest w większości trawiasty, poza środkową częścią, gdzie znajduje się pomnik Jóna Sigurðssona, działacza na rzecz autonomii Islandii. Przy placu położony jest budynek islandzkiego parlamentu Alþingishúsið, luterańska katedra Dómkirkjan oraz hotel Borg.
Plac jest popularnym miejscem spędzania czasu wolnego w stolicy Islandii, m.in. w kawiarniach przy placu oraz podczas koncertów plenerowych. Gromadzą się tutaj również demonstracje polityczne Islandczyków, m.in. przeciwko NATO w 1949 roku, podczas kryzysu finansowego w 2009 roku oraz podczas protestów w 2016 roku. 